# Gouverneurswahlen in den Vereinigten Staaten 2016

Karte der US-Bundesstaaten:

Die Gouverneurswahlen in den Vereinigten Staaten 2016 fanden in zwölf Staaten und zwei Territorien am 8. November 2016 statt, zeitgleich mit den Präsidentschaftswahlen und Wahlen zum Kongress. Zu wählen waren jeweils die Gouverneure für eine vierjährige Amtszeit, bis auf die Staaten New Hampshire und Vermont, wo sie zwei Jahre beträgt. In Oregon wurde eine außerplanmäßige Wahl nötig.

## Ausgangslage und Wahl
Die Amtsinhaber waren acht demokratische und vier republikanische Gouverneure. Drei Amtsinhaber konnten nicht mehr antreten, weil sie die maximale Amtszeit nach den Gesetzen ihres Staates erreicht hatten. Vier Amtsinhaber traten aus anderen Gründen nicht wieder an, darunter Mike Pence in Indiana, der als Vizepräsident der Vereinigten Staaten gewählt wurde. In Oregon war der gewählte Gouverneur im Februar 2015 zurückgetreten und seine Nachfolgerin kam durch die gesetzliche Regelung ins Amt, in der außerplanmäßigen Wahl war der Amtsinhaber für den Rest der Amtszeit zu bestimmen. Hier wurde die Amtsinhaberin Kate Brown wiedergewählt. Ebenso im Amt bestätigt wurden die Gouverneure von Montana, Utah und Washington. Den Demokraten gelang der einzige Zugewinn durch die Abwahl von Pat McCrory in North Carolina. Den Republikanern gelang der Parteiwechsel in Missouri, New Hampshire und Vermont.
Die Gewählten wurden im Januar 2017 in ihr Amt eingeführt. Die neue Amtszeit endete in New Hampshire und Vermont 2018, in den anderen Staaten 2020.
| Staat               | Amtsinhaber          | Partei       | Kandidaten | Wahlsieger        | Partei des Siegers | Bemerkung |
| ------------------- | -------------------- | ------------ | --- | ----------------- | ------------------ | --- |
| Delaware            | Jack Markell (D)     | Demokraten   | John Carney (Demokrat.) 58,3 % Colin Bonini (Republik.) 39,2 % Andrew Groff (Grün) 1,4 % Sean Goward (Libertär) 1,1 %                                           | John Carney (D)   | Demokraten         | Amtsinhaber hat die maximale Amtszeit erreicht.                                                                  |
| Indiana             | Mike Pence (R)       | Republikaner | Eric Holcomb (Republik.) 51,4 % John Gregg (Demokrat.) 45,4 % Rex Bell (Libertär) 3,2 %                                                                         | Eric Holcomb (R)  | Republikaner       | Der Amtsinhaber trat nicht wieder an, weil er als Vizepräsident kandidierte.                                     |
| Missouri            | Jay Nixon (D)        | Demokraten   | Eric Greitens (Republik.) 51,1 % Chris Koster (Demokrat.) 45,6 % Cisse Spragins (Libertär) 1,5 % Lester Turilli Jr. (Unabhängig) 1,1 % Don Fitz (Grün) 0,8 %    | Eric Greitens (R) | Republikaner       | Amtsinhaber hat die maximale Amtszeit erreicht. Zugewinn der Republikaner                                        |
| Montana             | Steve Bullock (D)    | Demokraten   | Steve Bullock (Demokrat.) 50,2 % Greg Gianforte (Republik.) 46,4 % Ted Dunlap (Libertär) 3,4 %                                                                  | Steve Bullock (D) | Demokraten         | |
| New Hampshire       | Maggie Hassan (D)    | Demokraten   | Chris Sununu (Republik.) 48,8 % Colin Van Ostern (Demokrat.) 46,6 % Max Abramson (Libertär) 4,3 %                                                               | Chris Sununu (R)  | Republikaner       | Amtsinhaber tritt nicht wieder an. Zugewinn der Republikaner                                                     |
| North Carolina      | Pat McCrory (R)      | Republikaner | Roy Cooper (Demokrat.) 49,0 % Pat McCrory (Republik.) 48,8 % Lon Cecil (Libertär) 2,2 %                                                                         | Roy Cooper (D)    | Demokraten         | Zugewinn der Demokraten                                                                                          |
| North Dakota        | Jack Dalrymple (R)   | Republikaner | Doug Burgum (Republik.) 76,5 % Marvin Nelson (Demokrat.) 19,4 % Marty Riske (Libertär) 3,9 %                                                                    | Doug Burgum (R)   | Republikaner       | Amtsinhaber tritt nicht wieder an.                                                                               |
| Oregon (Sonderwahl) | Kate Brown (D)       | Demokraten   | Kate Brown (Demokrat.) 50,6 % Bud Pierce (Republik.) 43,5 % Cliff Thomason (Independent) 2,4 % James Foster (Libertär) 2,3 % Aaron D. Auer (Constitution) 1,0 % | Kate Brown (D)    | Demokraten         | Die Amtsinhaberin kam durch Nachfolgeregelung ins Amt und wurde in der Wahl für den Rest der Amtszeit bestätigt. |
| Utah                | Gary Herbert (R)     | Republikaner | Gary Herbert (Republik.) 66,7 % Mike Weinholtz (Demokrat.) 28,7 % Brian Kamerath (Libertär) 3,1 % Superdell Schanze (Constitution) 1,4 %                        | Gary Herbert (R)  | Republikaner       | |
| Vermont             | Peter Shumlin (D)    | Demokraten   | Phil Scott (Republik.) 52,9 % Sue Minter (Demokrat.) 44,2 % Bill Lee (Liberty Union) 2,8 %                                                                      | Phil Scott (R)    | Republikaner       | Der Amtsinhaber trat nicht wieder an. Zugewinn der Republikaner                                                  |
| Washington          | Jay Inslee (D)       | Demokraten   | Jay Inslee (Demokrat.) 54,4 % Bill Bryant (Republik.) 45,6 % | Jay Inslee (D)    | Demokraten         | |
| West Virginia       | Earl Ray Tomblin (D) | Demokraten   | Jim Justice (Demokrat.) 49,1 % Bill Cole (Republik.) 42,3 % Charlotte Pritt (Grün) 5,9 % David Moran (Libertär) 2,2 % Phil Hudok (Constitution) 0,6 %           | Jim Justice (D)   | Demokraten         | Amtsinhaber hat die maximale Amtszeit erreicht.                                                                  |

## Territorien
In American Samoa, wo die Wahl parteiunabhängig ist, wurde der Amtsinhaber der Demokraten wiedergewählt. In Puerto Rico trat der Amtsinhaber des Partido Popular Democrático nicht wieder an und der Kandidat des Partido Nuevo Progresista konnte die Wahl gewinnen.
| Außengebiet    | Amtsinhaber              | Partei                      | Kandidaten | Wahlsieger           | Bemerkung                                                                |
| -------------- | ------------------------ | --------------------------- | --- | -------------------- | ------------------------------------------------------------------------ |
| American Samoa | Lolo Matalasi Moliga     | Demokraten                  | Lolo Matalasi Moliga (D) 60,2 % Faoa Aitofele Sunia (D) 35,8 % Tuika Tuika (abhängig) 4,0 %                                                                                         | Lolo Matalasi Moliga |                                                                          |
| Puerto Rico    | Alejandro García Padilla | Partido Popular Democrático | Ricky Rosselló (PNP) 41,8 % David Bernier (PPD) 38,9 % Alexandra Lúgaro (unabh) 11,1 % Manuel Cidre (unabh.) 5,7 % María de Lourdes Santiago (PIP) 2,1 % Rafael Bernabe (PPT) 0,3 % | Ricky Rosselló       | Amtsinhaber trat nicht wieder an. Zugewinn des Partido Nuevo Progresista |